# Garda Națională Croată

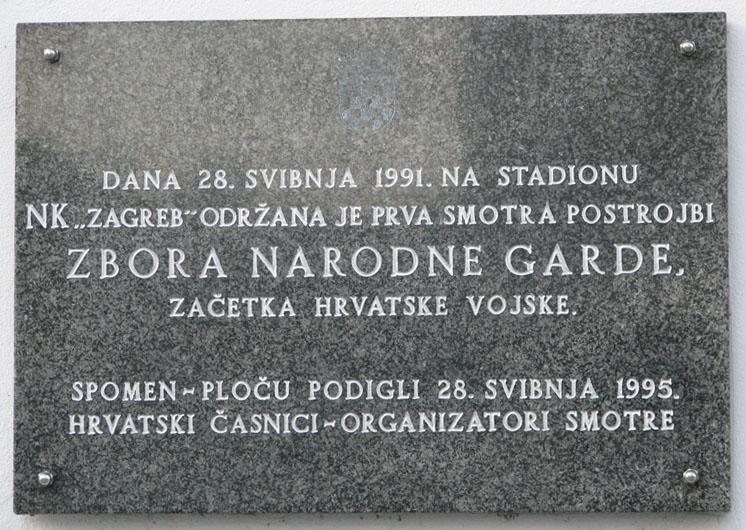
Placă comemorativă
pe strada Kranjčevićeva din Zagreb

Garda Națională Croată (în croată Zbor narodne garde, ZNG) a fost numele primei forțe militare croate moderne. Președintele croat Franjo Tuđman a semnat, pe 20 aprilie 1991, Decretul de înființare a Gărzii Naționale Croate, care a devenit prima forță armată cu misiuni de apărare și antrenament.

## Istoric
Garda Națională Croată s-a înființat sub tutela Ministerului Croat de Interne, deoarece Croația era încă formal parte a Iugoslaviei, dar a fost pusă sub comanda Ministerului Croat al Apărării care, pe 21 septembrie 1991, a creat Statul Major al Gărzii Naționale Croate.
Garda Națională Croată a fost înființată ca răspuns la înarmarea Apărării Teritoriale din Croația, precum și la incapacitatea Croației de a-și asigura integritatea teritorială după declarația de independență față de Iugoslavia.
Misiunile principale ale ZNG erau apărarea granițelor statului croat și a integrității sale teritoriale, apărarea împotriva tulburărilor grave ale ordinii și liniștii publice, apărarea în fața amenințărilor teroriste și a altor acțiuni violente sau a rebeliunilor armate, apărarea aeroporturilor și a transportului aerian, protecția uscatului și a apelor teritoriale, sprijinirea eforturilor de eliminare a consecințelor dezastrelor naturale sau ale altor accidente majore, protejarea anumitor persoane, obiecte și locații, precum și alte îndatoriri stipulate explicit în lege.
Garda Națională a fost alcătuită ca forță activă și de rezervă. Conform planurilor inițiale, ZNG trebuia să aibă o structură de comandă, patru brigăzi active, 16 brigăzi în rezervă și 9 batalioane independente de rezerviști din Garda Națională. Structura rezervelor trebuia alcătuită pe baza efectivelor de rezervă ale poliției croate.
Prima brigadă a ZNG a fost prezentată publicului croat într-o ceremonie specială, desfășurată pe 28 mai 1991, care a constat într-un marș, în înmânarea drapelului croat și în depunerea jurământului pe stadionul echipei NK Zagreb, situat pe strada Kranjčevićeva din capitala croată. Astăzi, această zi este celebrată ca Ziua Forțelor Armate Croate.
La început, trupele implicate în luptele din vara anului 1991 erau restrânse ca număr, slab înarmate și echipate. În plus, din motive politice și de altă natură, ele nu erau organizate într-un sistem militar unificat de comandă și control, deși pe 30 iulie 1991 a fost stabilită Comanda Gărzii, avându-l în frunte pe ministrul Apărării Martin Špegelj, numit Șef de Stat Major. Spre sfârșitul lui iulie și începutul lui august 1991, au fost organizate cartierele generale pentru Slavonia de Est, Regiunea Banovina și Kordun, Regiunea Lika, Dalmația Centrală și de Nord, precum și Dalmația de Sud, cu scopul de a descentraliza comanda Gărzii Naționale. În august, a fost înființat Corpul de Comandă din Zagreb al Gărzii Naționale. În cadrul Comandamentului de luptă funcționa o conducere de criză, stabilită la toate nivelurile structurii administrative a Republicii Croația.
Până pe 12 august fuseseră formate patru brigăzi. În acel moment, forțele de apărare croate aveau sub arme aproximativ 60.000 de membri, din care 30.000 în structurile Ministerului de Interne.  
Legea Apărării, publicată în septembrie 1991, a stabilit că forțele armate vor fi organizate într-o singură Armată Croată, iar pe 21 septembrie 1991 a fost desemnat Statul Major General al Armatei Croate (în croată Glavni stožer Hrvatsku vojsku, GSHV), condus de Inspectorul General Martin Špegelj.
Pe 3 noiembrie 1991, Garda Națională Croată a fost redenumită oficial Armata Croată (HV).

## Brigăzi de gardă
Următoarele brigăzi de gardă au fost înființate la începutul anilor '90 și au funcționat pe perioada Războiului Croat de Independență:
- Brigada 1 de Gardă „Tigrii” (activă 1990–2008)
- Brigada 2 de Gardă „Tunetele” (activă 1991–2008)
- Brigada 3 de Gardă „Jderii” (activă 1991–2003)
- Brigada 4 de Gardă „Păianjenii” (activă 1991–2008)
- Brigada 5 de Gardă „Șoimii” (activă 1992–2003)
- Brigada 7 de Gardă „Pumele” (activă 1992–2003)
- Brigada 9 de Gardă „Lupii” (activă 1992–2008)

## Brigăzi
- Brigada 104 (Croația)
- Brigada 204 (Vukovar)